# Ferenc Szojka
Ferenc Szojka (hongarès: Szojka Ferenc)  (Salgótarján, 7 d'abril de 1931 - Salgótarján, 17 de setembre de 2011) fou un futbolista hongarès de la dècada de 1950.
La seva carrera a nivell de club transcorregué durant més de 15 anys al club Salgótarjáni BTC.
Pel que fa a la selecció d'Hongria, disputà 28 partits entre 1954 i 1960. Participà a la Copa del Món de 1954 i a la de 1958. També formà part de la selecció als Jocs Olímpics d'estiu de 1952, tot i que no disputà cap partit.